# Grays Waran
Grays Waran (Varanus olivaceus) ist eine Art der Schuppenkriechtiere (Squamata) aus der Gattung der Warane (Varanus). Die mit bis zu 2 m Gesamtlänge recht große Art bewohnt die Regenwälder der Philippinen, ist baumbewohnend und ernährt sich im Gegensatz zu den anderen, meist fleischfressenden Waranen größtenteils von Früchten. Die IUCN stuft Grays Waran als gefährdet ein.

## Merkmale
Hinsichtlich von Größe und Gewicht zeigt Grays Waran einen deutlichen Geschlechtsdimorphismus. Große Männchen erreichen Gesamtlängen von bis zu 2 m und wiegen 9 kg. Im Schnitt erreichen Männchen Kopf-Rumpf-Längen von 65 cm bei 6,7 kg Gewicht, Weibchen KRL von rund 50 cm bei 2,6 kg Gewicht. Der Kopf ist proportional groß, die Nasenlöcher befinden sich in der Mitte zwischen Augen und Schnauzenspitze. Die Hinterbeine sind länger als die Vorderbeine und für Warane sehr groß. Die Bauchschuppen sind gekielt und sorgen für zusätzlichen Halt beim Klettern. Zwei gekielte Schuppenreihen auf der Oberseite des seitlich zusammengedrückten Schwanzes bilden einen niedrigen Kamm.
Die Grundfarbe des Warans ist grünlich-grau, am Hals, Rücken und Schwanz finden sich einige dunkle, sich kreuzende Bänder. Dieses Muster ist bei Jungtieren ausgeprägter als bei Alttieren. Die Beine sind dunkler als der Körper gefärbt: Sie sind graubraun bis schwarzbraun und mit etwas helleren Flecken gezeichnet. Die Füße sind dunkelbraun bis schwarz und haben graue, grüne oder gelbe Flecken. Die Krallen sind schwarz, groß, stark gebogen und werden zum Klettern genutzt.
Die Grundfarbe der Jungtiere ist deutlich heller und gelblich.

## Verbreitung und Lebensraum

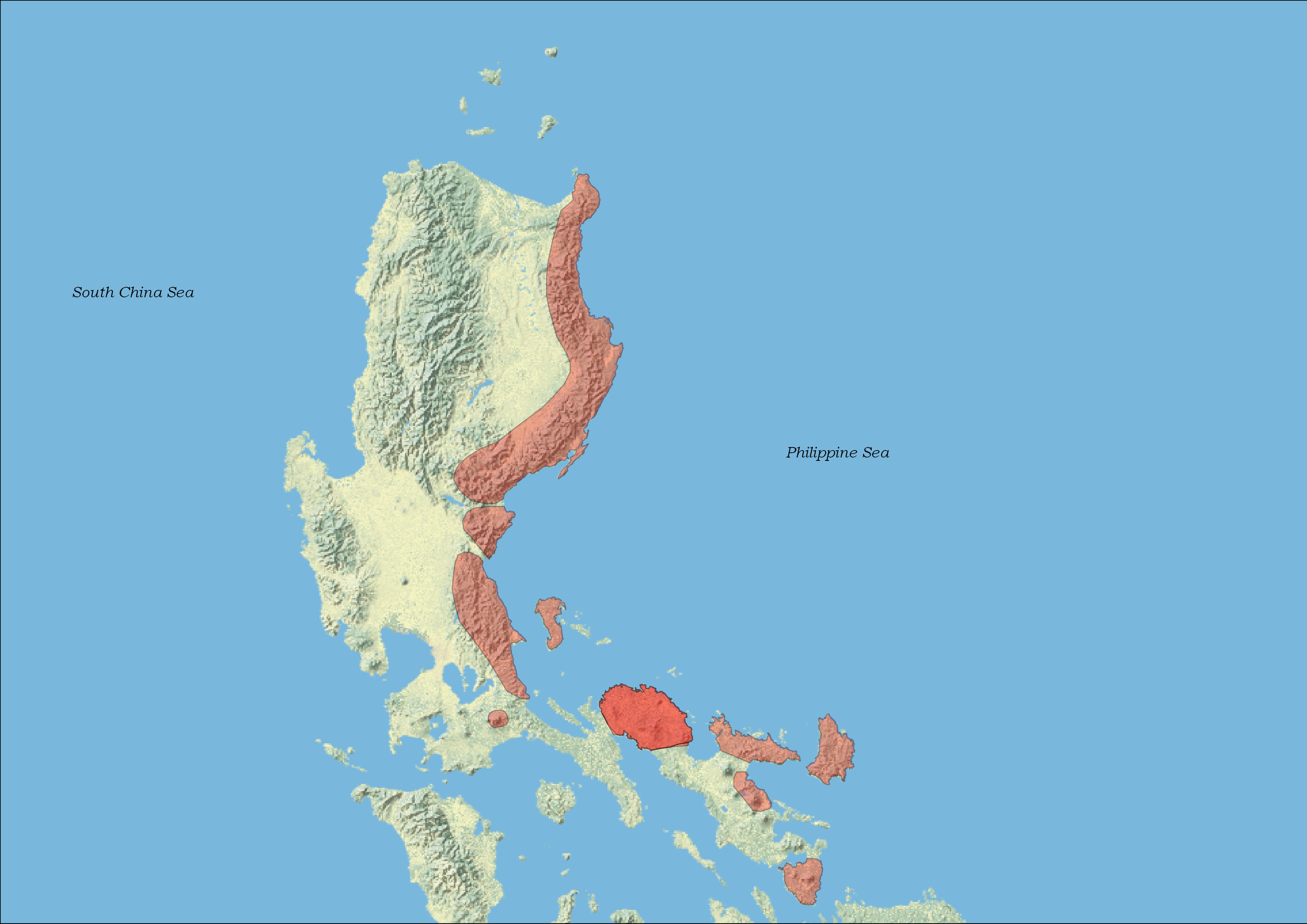
Verbreitung von Grays Waran

Grays Waran bewohnt den Osten der philippinischen Insel Luzon sowie die kleineren Inseln Catanduanes und den Polillo-Archipel. Er bewohnt die dicht bewaldeten Bergabhänge dieser Inseln und kommt in bis zu 400 m Meereshöhe vor.

## Lebensweise

### Verhalten
Wie alle Warane ist Grays Waran tagaktiv. Da er auf 14°N nahe dem Äquator lebt, ist das Klima in seinem Lebensraum recht konstant, und der Waran ist das ganze Jahr über gleichmäßig aktiv. Die Art sonnt sich nur selten und ist ein eher passiver Thermoregulator. Die Körpertemperatur bewegt sich meist zwischen 28 und 38 °C. Zum Schutz vor Feinden verlassen sich diese Warane auf ihr Farbmuster, welches sie im Regenwald tarnt. Grays Waran hat nur sehr kleine Aktionsräume.
Er ist ein Baumbewohner und verlässt die Bäume nur zur Nahrungsaufnahme.

### Ernährung
Adulte Grays Warane sind hauptsächlich Früchtefresser (frugivor), fressen aber auch Schnecken und Krabben. Sie fressen sowohl reife, zu Boden gefallene als auch noch an den Bäumen hängende Früchte und sind sehr wählerisch. Besonders bevorzugt werden ölige Früchte. Die Verfügbarkeit der Früchte ist stark von der Jahreszeit abhängig: Süße Früchte stehen von Mai bis Juli zur Verfügung, ölige Früchte von Februar bis März und von August bis November. Die Warane merken sich offenbar die Lage einzelner Bäume und kehren Jahr für Jahr zu diesen Bäumen zurück, wenn sie reife Früchte tragen. Zwischen November und Januar, zum Höhepunkt der Regenzeit, stehen nur sehr wenige Früchte zur Verfügung – dann machen Schnecken, Krabben, Spinnen, Käfer und Grashüpfer, gelegentlich auch Vogeleier und kleine Vögel einen bedeutenderen Anteil der Nahrung aus. In Anpassung an diese größtenteils hartschalige Beute hat Grays Waran stumpfe Zähne, zur besseren Erschließung der Fruchtnahrung einen besonders langen Darm und einen Blinddarm mit symbiontischen Bakterien entwickelt. Solche Merkmale finden sich auch bei anderen früchtefressenden, nahen verwandten Waranen wie dem Panay-Waran; im Vergleich zu diesen ernährt sich Grays Waran mehr von tierischer Nahrung.
Da diese Warane die größten Früchtefresser Südostasiens sind, könnten sie eine wichtige Rolle bei der Verbreitung von Samen spielen.

### Fortpflanzung
Die für Warane typischen, ritualisierten Kommentkämpfe finden in der Zeit von April bis Juni statt, die Paarungen von Juni bis September. Das Balz- und Paarungsverhalten ist komplex und stark ritualisiert. Die recht großen Eier, die bei hochträchtigen Weibchen bis zu 18,6 % des Körpergewichts ausmachen, werden zwischen Juli und Oktober in hohle Baumstämme und Baumhöhlen von stehenden und gefallenen Bäumen gelegt. Obwohl es in Gefangenschaft zu bis zu 2 Eiablagen im Jahr kam, dürfte in der Natur ein Weibchen nur ein Gelege pro Jahr produzieren. Die Gelege bestehen aus 4–11, im Schnitt 7 Eiern. Nach einer langen Inkubationszeit von bis zu 300 Tagen schlüpfen die Jungtiere zwischen Mai und Juli, also während der nächsten Regenzeit.
Die Zähne der Jungtiere sind noch spitz und scharf, sie ernähren sich hauptsächlich von tierischer Nahrung. Die Jungtiere sind beim Schlupf rund 35 cm lang und wiegen 25 g. Die Geschlechtsreife erreichen sie nach etwa 3 Jahren bei einer Kopf-Rumpf-Länge von 45 cm.

## Systematik
Die Nomenklatur dieser Art ist recht bewegt gewesen. Die Erstbeschreibung erfolgte 1845 durch den bekannten britischen Zoologen John Edward Gray, der diese Art anhand eines Jungtieres von den Philippinen als Varanus ornatus beschrieb. 1885 erkannte George Albert Boulenger, dass dieser wissenschaftliche Name bereits 1803 von François-Marie Daudin für den Regenwald-Nilwaran vergeben wurde, Grays Name laut Prioritätsregel also nicht gültig war. Boulenger schlug vor, Grays Waran Varanus grayi zu nennen – doch der US-Zoologe Walter Auffenberg erkannte dann im 20. Jahrhundert, dass Edward Hallowell bereits 1857 ein anderes Exemplar von Grays Waran als Varanus olivaceus bezeichnet hatte. Dieser Name hat somit Priorität vor allen anderen und ist gültig.
Innerhalb der Gattung Varanus wird Grays Waran zusammen mit dem Panay-Waran (Varanus mabitang) und Varanus bitatawa in die Untergattung Philippinosaurus gestellt – alle drei Arten bewohnen die Philippinen und ernähren sich zu großen Teilen von Früchten. Die aktuelle interne Systematik von Varanus beruft sich größtenteils auf die Hemipenismorphologie, in dieser zeigen die drei genannten Arten deutliche Übereinstimmungen.

## Bestand und Gefährdung
Grays Waran ist einer der am stärksten bedrohten Warane und wird in der Roten Liste gefährdeter Arten der IUCN als vulnerable (englisch „gefährdet“) eingestuft. Genaue Bestandsschätzungen liegen nicht vor, jedoch wird die Bestandsdichte im nur sehr kleinen Verbreitungsgebiet als niedrig eingeschätzt. Bedrohungen sind vor allem Habitatzerstörung, Habitatfragmentierung und die Jagd zur Nahrungsgewinnung. Einheimische bevorzugen Grays Waran gegenüber anderen Waranen, da das Fleisch von Grays Waran gesünder, besser schmeckend und angenehmer riechend sein soll. Junge oder halbwüchsige Tiere werden auch lebend für den internationalen Heimtierhandel gefangen. Aus all diesen Gründen ist der Bestand im Sinken begriffen. Aktuell wird zum Schutz von Grays Waran das Polillo Butaan Project betrieben; der Waran bewohnt auch einige Schutzgebiete. Dennoch müssten weitere Schutzgebiete eingerichtet werden, um Rodungen zur Gewinnung von Ackerland zu verhindern und den Bestand der Art zu sichern.